# الشركة العامة للبريد والاتصالات السلكية واللاسلكية
الشركة العامة للبريد والاتصالات السلكية واللاسلكية، شركة عامة ليبية.
أنشئت الشركة العامة للبريد والاتصالات السلكية واللاسلكية بموجب قانون رقم (16) لسنة 1984 ف وموقعها الرئيسي مدينة طرابلس ولها عدة فروع في مختلف المحافظات.

## أهداف الشركة العامة للبريد
1- إنشاء وإدارة وتنظيم الخدمات البريدية المختلفة وتقديم الخدمات المالية البريدية
2- إنشاء وتشغيل وصيانة منظومات الاتصالات السلكية واللاسلكية على المستوى المحلي والدولي
3- تطوير كل منظومات الاتصالات السلكية والعاملة والمستحدثة
4- ربط ليبيا بالدول الأخرى بالوسائل المناسبة من منظومات الاتصالات السلكية واللاسلكية سواء عن طريق الإنشاء أو المشاركة
5- استيراد وتصنيع وتصدير المواد والمعدات اللازمة للخدمات البريدية ومنظومات الاتصالات السلكية واللاسلكية
6- تحديد الذبذبات العاملة في الجماهيرية ومراقبتها
7- تحديد الرسوم والتعريفات والأجور المستحقة عن الخدمات البريدية والاتصالات
8- تنفيذ المشروعات التي تحال إليها في مجال البريد ومنظومات الاتصالات السلكية واللاسلكية
9- نقل برامج الإذاعتين المرئية والمسموعة
10- وضع المواصفات والمعايير القياسية في مجال الخدمات البريدية والاتصالات السلكية واللاسلكية
11- تدريب وتأهيل العناصر لسد احتياجات أنشطتها المختلفة
12- المشاركة في حضور اجتماعات المنظمات والاتحادات الدولية والإقليمية المختصة بالشئون البريدية والاتصالات

## وصلات خارجية
- الموقع الرسمي للشركة